# العلاقات الإيطالية العمانية
العلاقات الإيطالية العمانية هي العلاقات الثنائية التي تجمع بين إيطاليا وسلطنة عمان.

## مقارنة بين البلدين
هذه مقارنة عامة ومرجعية للدولتين:
| وجه المقارنة                                              | إيطاليا                                                  | سلطنة عمان    |
| --------------------------------------------------------- | -------------------------------------------------------- | ------------- |
| المساحة (كم2)                                             | 301.34 ألف                                               | 309.50 ألف    |
| عدد السكان (نسمة)                                         | 60.60 مليون                                              | 4.64 مليون    |
| الكثافة السكانية (ن./كم²)                                 | 201.1                                                    | 14.99         |
| العاصمة                                                   | روما، فلورنسا، تورينو                                    | مسقط          |
| اللغة الرسمية                                             | اللغة الإيطالية                                          | اللغة العربية |
| العملة                                                    | يورو، ليرة إيطالية                                       | ريال عماني    |
| الناتج المحلي الإجمالي (بليون دولار)                      | 1.93 تريليون                                             | 72.64 مليار   |
| الناتج المحلي الإجمالي (تعادل القوة الشرائية) بليون دولار | 2.26 تريليون                                             | 179.49 مليار  |
| الناتج المحلي الإجمالي الاسمي للفرد دولار أمريكي          | 29.96 ألف                                                | 15.55 ألف     |
| الناتج المحلي الإجمالي للفرد دولار أمريكي                 | 35.46 ألف                                                | 38.63 ألف     |
| مؤشر التنمية البشرية                                      | 0.873                                                    | 0.793         |
| رمز المكالمات الدولي                                      | +39                                                      | +968          |
| رمز الإنترنت                                              | .it                                                      | عمان          |
| المنطقة الزمنية                                           | توقيت وسط أوروبا، ت ع م+01:00، ت ع م+02:00، أوروبا/روما ‏ | ت ع م+04:00   |

## منظمات دولية مشتركة
يشترك البلدان في عضوية مجموعة من المنظمات الدولية، منها:
| علم المنظمة | اسم المنظمة                               | تاريخ انضمام إيطاليا | تاريخ انضمام سلطنة عمان |
| ----------- | ----------------------------------------- | -------------------- | ----------------------- |
|             | المنظمة العالمية للملكية الفكرية          | ?                    | ?                       |
|             | منظمة التجارة العالمية                    | 1995                 | 2000                    |
|             | الاتحاد البريدي العالمي                   | ?                    | ?                       |
|             | المنظمة البحرية الدولية                   | ?                    | ?                       |
|             | منظمة الهجرة الدولية                      | ?                    | ?                       |
|             | يونسكو                                    | ?                    | 10 فبراير 1972          |
|             | الفريق المعني برصد الأرض                  | ?                    | ?                       |
|             | مؤسسة التمويل الدولية                     | 27 ديسمبر 1956       | 1973                    |
|             | المركز الدولي لتسوية المنازعات الاستشارية | 28 أبريل 1971        | 1995                    |
|             | الصندوق الدولي للتنمية الزراعية           | ?                    | ?                       |
|             | منظمة حظر الأسلحة الكيميائية              | ?                    | ?                       |
|             | مؤسسة التنمية الدولية                     | 24 سبتمبر 1960       | 1973                    |
|             | وكالة ضمان الاستثمار متعدد الأطراف        | 29 أبريل 1988        | 1989                    |
|             | المنظمة العالمية للجمارك                  | 20 نوفمبر 1952       | 2000                    |
|             | منظمة الشرطة الجنائية الدولية             | ?                    | ?                       |
|             | الأمم المتحدة                             | 14 ديسمبر 1955       | 7 أكتوبر 1971           |
|             | الاتحاد الدولي للاتصالات                  | 1866                 | 28 أبريل 1972           |
|             | البنك الدولي للإنشاء والتعمير             | 27 مارس 1947         | 1971                    |
|             | المنظمة الهيدروغرافية الدولية             | ?                    | ?                       |

## وصلات خارجية
- موقع وزارة الخارجية الإيطالية
- موقع وزارة الخارجية العمانية